# Clan Agnew
Il clan Agnew è un clan scozzese originario del territorio delle Lowlands, tra la contea di Wigtownshire e la regione del Galloway, nel sud-ovest della Scozia.

## Storia

### Le origini e i primi secoli
A proposito delle origini del cognome Agnew esistono due teorie contrapposte, la prima e la più accettata sostiene che esso sia di origini francesi e derivi dalla baronia dei d'Agneaux in Normandia, i cui membri si sarebbero trasferiti in Inghilterra, migrando successivamente in Scozia nella regione di Liddesdale durante il XII secolo. La seconda ipotesi sostiene invece che il clan Agnew sia connesso una delle tribù dell'Ulster appartenente al ramo della famiglia degli O'Gnive che si pronuncia O'New e presenta una forte assonanza con il nome Agnew. Se la seconda ipotesi fosse vera il nome Agnew avrebbe subito numerose varianti come O'Gnyw e MacGnive per arrivare ad Agnew e collegherebbe questa casata al leggendario sovrano scozzese Somerled, da cui si sarebbe originato il Clan Donald. Questa teoria sarebbe in parte avvalorata dal fatto che in effetti è stata riscontrata in Irlanda la presenza di diverse famiglie Agnew così come dalla presenza di un documento storico del XII secolo nel quale figura il cavaliere normanno John de Courcy che è accompagnato da un secondo cavaliere dal nome appunto Agneau, in qualità di testimoni per la definizione di confini tra i possedimenti di Ranulfo de Soulis, coppiere del re scozzese Davide I di Scozia, e l'Abbazia di Jedburgh.
A partire dal 1363 il ramo degli Agnews di Lochnaw vennero nominati sceriffi di Galloway dal sovrano Davide II, dando inizio alla ascesa al potere della famiglia. Nel 1375 un rappresentante degli Agnew accompagnò Edward Bruce, fratello minore del sovrano Roberto Bruce, nella sua spedizione in Irlanda dove tentò di collaborare con i Lord irlandesi nella loro lotta contro il dominio della corona inglese.
Nel 1426 Andrew Agnew di Lochnaw diventò conestabile della casatorre di Lochnaw Castle, nei pressi della cittadina di Stranraer, e nel 1451 venne nominato sceriffo della contea di Wigtown, titolo di cui godono attualmente i suoi discendenti. Sotto la protezione del potente clan dei Douglas e dei Kennedy, gli Agnew guadagnarono potere guadagnando rapidamente nuove proprietà. Con il declino del clan Douglas, i clan Agnew ne prese il posto, guadagnando ben presto il favore della corona scozzese, entrando però in conflitto con altri clan territoriali, soprattutto quello dei MacLellan.
Durante le guerre anglo-scozzesi del XVI secolo, Andrew Agnew di Lochnaw fu ucciso nella battaglia di Pinkie Cleugh del 1547.

### XVII secolo
Sir Patrick Agnew fu parlamentare per il Wigtownshire dal 1628 al 1633 e nuovamente dal 1643 al 1647. Egli venne creato Baronetto della Nuova Scozia il 28 luglio 1629 e sposò Anne Stewart, figlia del primo Conte di Galloway. Quando morì nel 1661, egli venne succeduto dal figlio primogenito, Andrew, il quale fu deputato per il Wigtownshire. Sir Patrick venne creato Sceriffo di Kirkcudbright e Wigtown verso la metà del secolo, mentre la Scozia era parte del Commonwealth di Cromwell con l'Inghilterra.

### XVIII secolo

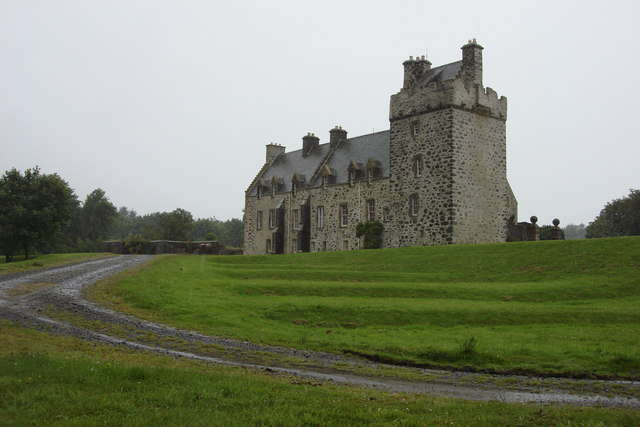
Castello di Lochnaw nel 2007

Andrew Agnew, il V baronetto, sposò Eleanor Agnew di Lochryan, con la quale ebbe ventuno figli. Egli venne decorato come soldato al comando del 21º fanteria (poi Royal Scots Fusiliers) nello scontro con i francesi nella Battaglia di Dettingen del 1743. Il re Giorgio II di Gran Bretagna, ultimo monarca britannico a guidare personalmente le sue truppe in battaglia, rimarcò ad Agnew sul campo che la cavalleria stava avendo la meglio sulle sue truppe e sir Andrew rispose: "Si, Maestà, ma non ho ancora vinto".
Durante la Rivolta giacobita del 1745 il Clan Agnew continuò a dare il proprio supporto al governo britannico. Sir Andrew ottenne il Castello di Blair, sede del Duca di Atholl come capo del Clan Murray, per opporsi alle forze giacobite. Il Clan Murray si divise dunque col suo capo a supportare il governo britannico e suo figlio quello giacobita. Le forze del clan Agnew erano allo stremo delle forze quando Carlo Edoardo Stuart chiese alle proprie forze di ritirarsi a Inverness per scontrarsi con il principe Guglielmo Augusto di Hannover, duca di Cumberland che stava avanzando con le proprie truppe.

## Castelli e residenze
- Castello di Lochnaw, sede dei capi del Clan Agnew.